# Конверсано
Конверсано (італ. Conversano) — муніципалітет в Італії, у регіоні Апулія,  метрополійне місто Барі.
Конверсано розташоване на відстані близько 400 км на схід від Рима, 28 км на південний схід від Барі.
Населення — 26 078 осіб (2014).

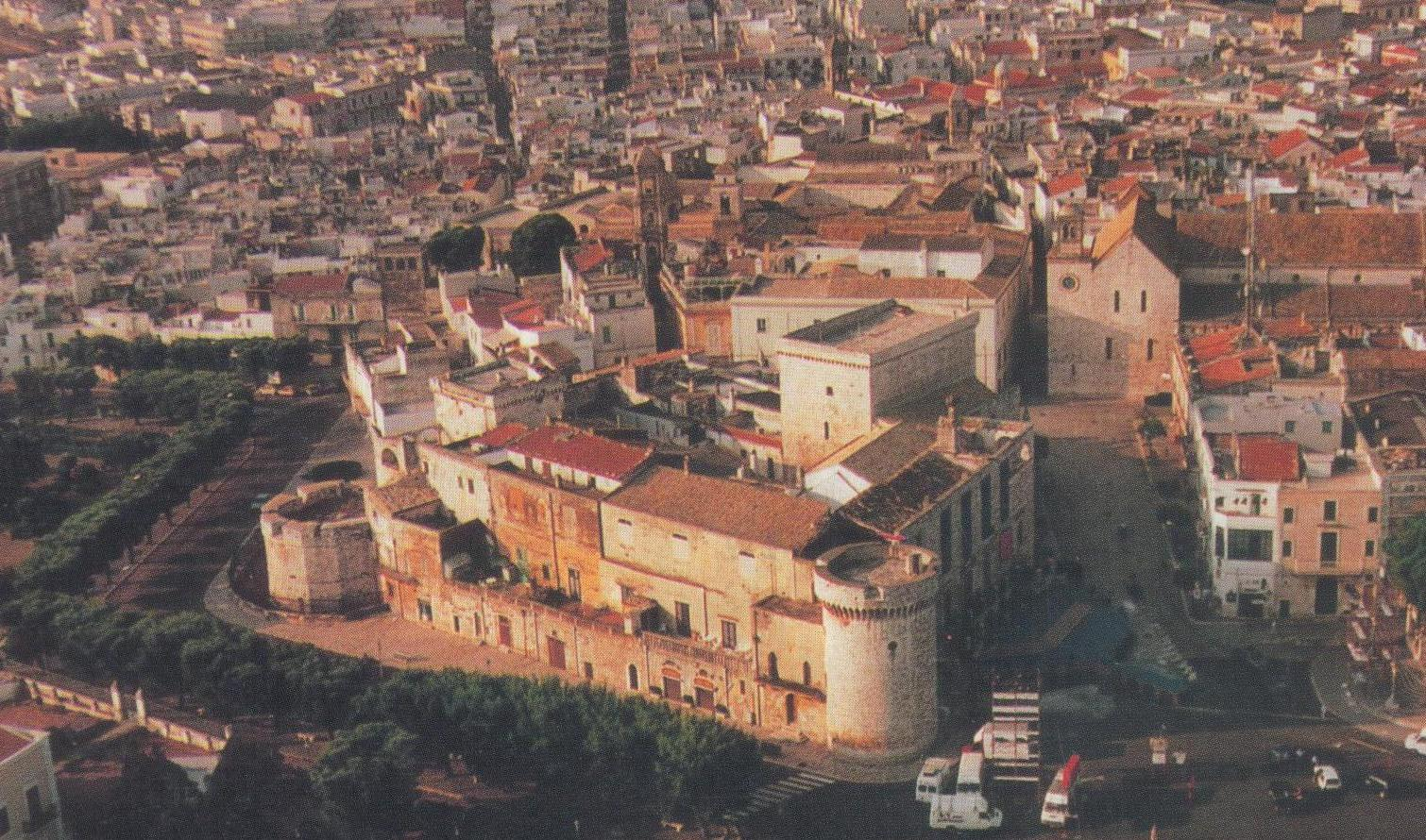

Щорічний фестиваль відбувається 4 неділі травня, 24 листопада, 1 неділі жовтня. Покровитель — Maria SS. della Fonte.

## Демографія
Населення за роками:

Станом на 1 січня 2023 року в муніципалітеті офіційно проживало 1119 іноземців з 61 країни, серед них 135 громадян країн Євросоюзу та 28 громадян України.

## Сусідні муніципалітети
- Кастеллана-Гротте
- Мола-ді-Барі
- Поліньяно-а-Маре
- Путіньяно
- Рутільяно
- Турі